# تنتور ید
تنتور ید، تنتور ید یا محلول ید ضعیف یک ضد عفونی کننده است. این ماده معمولاً ۲-۷٪ عنصر ید، همراه با یدید پتاسیم یا یدید سدیم است که در مخلوطی از اتانول و آب حل می‌شود. مشخصه محلولهای تنتور حضور الکل است. تنتور ید از سال ۱۹۰۸ و از زمانی که برای اولین بار جهت  آماده سازی پوست قبل از عمل جراحی توسط جراح آنتونیو گروسیچ استفاده شد.
در انگلستان ، توسعه محلول ید جهت استریلیزاسیون پوست توسط لیونل استرتن پیشگام بود. مجله پزشکی بریتانیا در سال ۱۹۰۹جزئیات کار او را در "کیندرمینستر اینفرمری" منتشر کرد. استرتن از محلول رقیق تر نسبت به محلول گروسیچ استفاده کرد.  در سال ۱۹۱۵ او ادعا کرد که گروسیچ از مایع مشابه محلول ید فورتیس استفاده کرده است ، و این خود او بوده (استرتن) که این روش را با استفاده از تنتور ید فارماکوپه بریتانیا (که در سراسر جهان مورد استفاده قرار گرفت) معرفی کرده بود.

## فرمول فارماکپه ایالات متحده
تنتور ید USP در کتب دستورالعمل فرمول ملی ایالات متحده (NF) بدنی صورت تعریف شده‌است: در هر ۱۰۰ میلی لیتر محلول، ۱٫۸ تا ۲٫۲ گرم عنصر ید و ۲٫۱ تا ۲٫۶ گرم یدید سدیم وجود دارد. الکل ۵۰ میلی لیتر و برای تعادل آن از آب خالص استفاده می‌شود. این محلول "ید آزاد ۲٪" شامل حدود یک میلی گرم ید آزاد در هر قطره را فراهم می‌کند ("۲٪ ید آزاد" بر اساس مقدار عنصر ید عنصر است، نه ترکیبات آن مثل یدید سدیم و  پتاسیم ؛ ۱٫۸-۲٫۲ گرم I2 در ۱۰۰ میلی لیتر آب معادل 0.070919-0.086679 M I2 یا [MW = 253.80894 amu]) است.
در تعریف تنتور ید قوی USP در کتب دستورالعمل فرمول ملی ایالات متحده، هر ۱۰۰ میلی لیتر محلول، ۶٫۸ تا ۷٫۵ گرم ید و ۴٫۷ تا ۵٫۵ گرم یدید پتاسیم وجود دارد. میزان آب تصفیه شده ۵۰ میلی لیتر و جهت تعادل آن الکل مورد استفاده قرار می‌گیرد. این "محلول تنتور ۷٪" تقریباً ۳٫۵ برابر علیظ تر از تنتور 2% USP است.
مشابه ید لوگوول، نقش یدید در محلول افزایش حلالیت عنصر ید عنصر، با تبدیل آن به آنیون تریودید I3− است. در مقابل، ید لوگوول هیچ الکلی ندارد و نسبت به دو برابر مقدار عنصر ید، یدید پتاسیم دارد. الکل موجود در تنتور ید را می‌توان با روش‌های آلکوک، روسکو-شورلمر، و ترستون-ترستون اندازه‌گیری کرد.

## کاربرد
از آنجا که هر دو محلول USP حاوی ید عنصری هستند (که در صورت استفاده بیشتر از مقدار مورد نیاز برای ضدعفونی کردن آب، سمی خواهد شد)، تنتور ید با برچسب "فقط برای استفاده خارجی" فروخته می‌شود و اصولاً به عنوان ضد عفونی کننده استفاده می‌شود.
تنتور ید غالباً در کیت‌های حیاتی اضطراری یافت می‌شود ، که هم برای ضدعفونی کردن زخم‌ها و هم برای تصفیه آبهای سطحی جهت شامیدن استفاده می‌شود. هنگامی که یک محلول الکلی برای این اهداف مطلوب نباشد، می‌توان از ید لوگوول بدون الکل، یک محلول آبی ید در محلول یدید پتاسیم، و یا پوویدون آیوداین (یک محلول یدوفور) استفاده کرد.
به عنوان ضد عفونی کننده، مقادیر کمی از این محلول ممکن است به آب اشامیدنی  اضافه شود (به طور معمول ۵ میلی گرم ید آزد در هر لیتر، یا ۵ قطره از ۲ درصد تنتور). با وجودی که این روش در مقابله با باکتری‌ها و ویروس‌ها مؤثر است، اما در برابر انگل‌های تک‌یاخته مانند کریپتوزپوریدیوم و ژیاردیا محافظت نمی‌کند.
محلول ید برای ضد عفونی سطح میوه و سبزیجات در مقابل باکتری‌ها و ویروس‌ها استفاده می‌شود. غلظت معمول برای کاربرد ضدعفونی، 25 ppm یدوفور و به مدت ۱ دقیقه است. با این حال ، اثربخشی به این بستگی دارد که آیا محلول به ناهنجاریها نفوذ می‌کند، و اینکه آیا خاک میوه و سیزیجات در ابتدا به طور موثری حذف شده‌اند یا خیر. با این وجود، تخمک‌های انگل‌های تک یاخته توسط این محلول کشته نمی‌شوند. در رابطه با از بین بردن درون‌هاگ‌های باکتریایی نیز اطمینان حاصل نشده‌است. محلول‌های ید را نباید به عنوان ضد عفونی کننده سالاد ، میوه یا سبزیجات آلوده به مدفوع در نظر گرفت. بنابراین، مصرف میوه‌های خام، سالادها و سبزیجات که با ید ضد عفونی شده‌اند، در صورت آلوده شدن با مدفوع ، امنیت غذایی ندارد.
تنتور ید منبع توصیه شده ید خوراکی نیست. ید خوراکی بهتر به صورت نمک یدات و یدیدهای با سمی بودن کمتر ( مثل نمک یدید پتاسیم) تهیه شود که بدن به راحتی می‌تواند آنرا به هورمون تیروئید تبدیل کند.
به هرعنوان، ید موجود در تنتور ید که به عنوان ضد عفونی کننده آب مورد استفاده قرار می‌گیرد، بیش از ید خوراکی است، شاید ۳۰ برابر یا بیشتر از میزان توصیه شده روزانه در هر لیتر. استفاده از تنتور یا لوگوول بر روی پوست نیز باعث جذب و فراهمی زیستی ید به میزان جزئی می‌شود.